# Jean Smart

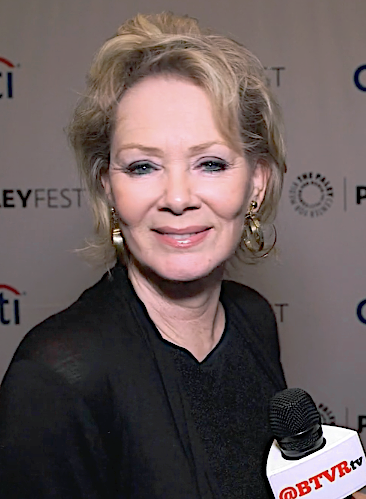
Jean Smart (2015)

Jean Elizabeth Smart (ur. 13 września 1951 w Seattle) – amerykańska aktorka filmowa i telewizyjna.

## Filmografia

### Filmy fabularne
- 1979: Gangsters jako Carol
- 1984: Punkt zapłonu jako Doris
- 1984: Protokół jako Ella
- 1986: Trudna miłość jako Valerie Thomas
- 1993: Niezwykła podróż jako Kate
- 2000: Dzieciak jako Deirdre Lafever
- 2000: Dzień bałwana jako Laura Brandston
- 2002: Dziewczyna z Alabamy jako Stella Kay Perry
- 2003: Wszystko się wali jako Kate
- 2004: Bardzo małżeńska Gwiazdka jako Ellen Griffin
- 2007: Lucky You – Pokerowy blef jako Michelle Carson
- 2009: Grzeczny i grzeszny jako Estelle Twisp
- 2010: Och, życie
- 2012: Dwoje do poprawki jako Eileen
- 2013: Warren jako Claire Cavanee
- 2016: Księgowy jako Rita Blackburn
- 2018: Zwyczajna przysługa jako Margaret McLanden
- 2020: Superinteligencja jako prezydent Monahan
- 2021: Nowy kurs jako Caroline Summers
- 2022: Babilon jako Elinor St. John

### Seriale TV
- 1976: Alice jako pielęgniarka Raquel
- 1986: Projektantki jako Charlene Olivia Frazier Stillfiel
- 1997: Hej Arnold! Jako matka Phoebe (głos)
- 2000-2001: Frasier jako Lorna Lynley
- 2000: Bez pardonu jako detektyw Sherry Regan
- 2002: Nie ma jak u teściów jako Marlene Pellet
- 2007: Kim jest Samantha? jako Regina Newly
- 2011: Harry’s Law jako prokurator okręgowy Roseanna Remmick
- 2015: Fargo jako Floyd Gerhardt
- 2017-2019: Legion jako dr Melanie Bird
- 2018-2019: Dirty John jako Arlane Hart
- 2019: Watchmen jako Laurie Blake
- 2021: Mare z Easttown jako Helen Fahey
- od 2021: Hacks jako Deborah Vance

## Nagrody i nominacje
Była 13 razy nominowana do nagrodą Emmy, zdobywając sześć statuetek. Ponadto otrzymała też Złoty Glob, nagrodę Satelita i dwie nagrody Gildii Aktorów.